# Étoile de population III

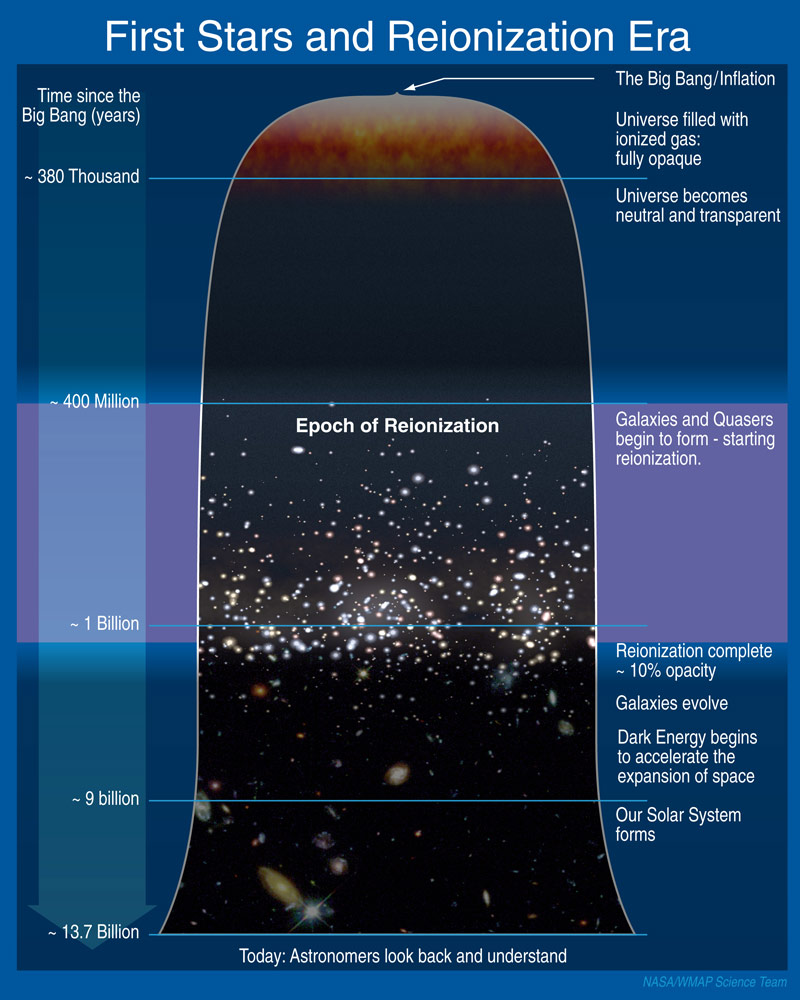
Les étoiles de type III se sont formées peu avant l'époque de réionisation, environ 400 millions d'années après le Big Bang, et sont les premières étoiles de l'univers.

Les étoiles de population III sont une population hypothétique d'étoiles extrêmement massives et lumineuses, constituées exclusivement d'éléments légers (hydrogène et hélium, avec peut-être un peu de lithium), qui seraient les premières étoiles formées au commencement de l'Univers, environ 400 millions d'années après le Big Bang. Ces étoiles pourraient avoir largement contribué à la réionisation de l'univers, mettant fin à l'âge sombre où aucun rayonnement lumineux n'était produit par l'univers.
Ces étoiles n'ayant pas été observées directement, on suppose qu'elles sont des constituants des galaxies bleu pâle. Leur existence est nécessaire pour expliquer la présence d'éléments lourds dans le spectre des quasars, éléments qui n'ont pu être créés lors du Big Bang ; ainsi que l'existence de ces galaxies bleues. Un élément de preuve supplémentaire a été apporté par le télescope spatial Spitzer, dont les images du fond diffus extragalactique infrarouge sont conformes à ce que l'on pourrait attendre si ces étoiles existaient.

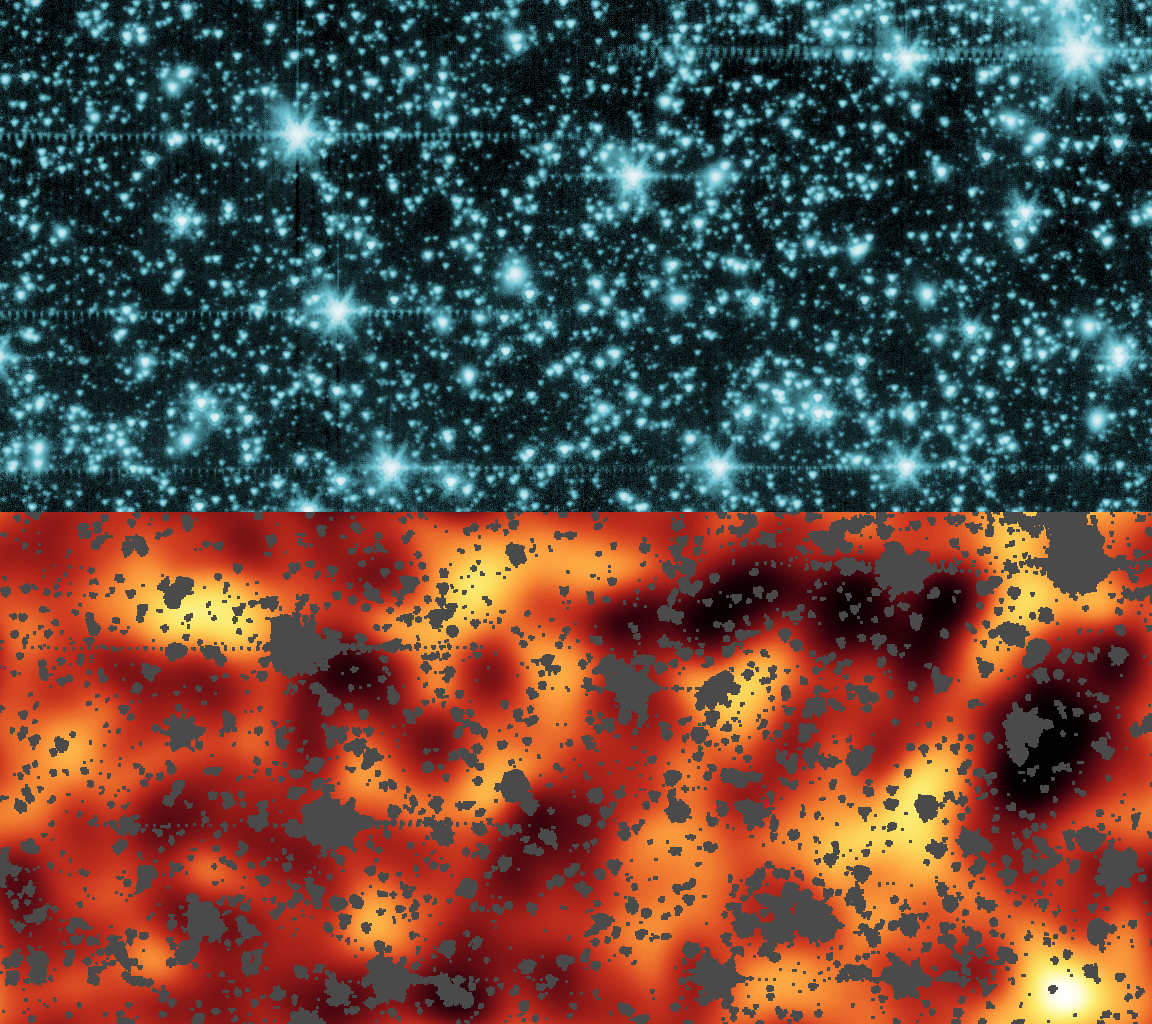
Image du télescope spatial Spitzer montrant (en haut) l'image brute et (en bas) l'image du fond diffus extragalactique infrarouge qui apparait si on soustrait les étoiles du premier plan. Ce fond peut être interprété comme une signature de la lumière des étoiles de population III.

## Caractéristiques théoriques
Le modèle actuel suppose que si aucun élément lourd ne fut généré lors du Big Bang, il était alors possible de former des étoiles nettement plus massives que celles visibles aujourd'hui, sans perte de masse par vent solaire. Des simulations numériques d'évolution stellaire montrent que cette hypothèse est plausible et nécessaire : les nuages de gaz composés exclusivement d'hydrogène et d'hélium possèdent une plus grande pression interne que les nuages riches en métaux de même température. Les étoiles ne peuvent donc se former dans ces gaz que si la gravitation due à leur masse peut contrebalancer la pression interne très forte.
On pense que la masse typique des étoiles de population III sont de 1000 masses solaires, ce qui est beaucoup plus lourd que les étoiles actuelles dont la masse varie entre 0,08 à 150 masses solaires pour les plus massives. Avec une telle masse, ces étoiles devaient avoir une vie très courte (comparée aux étoiles actuelles), de quelques millions d'années tout au plus, et peut-être même moins d'un million d'années pour certaines. Ainsi, aucune n'a survécu jusqu'à nos jours. Ces étoiles ont synthétisé des éléments plus lourds que le lithium pour la première fois dans l'histoire de l'Univers. Les calculs suggèrent que, à la fin de leur vie, ces étoiles ont généralement explosé en hypernovas en éjectant une grande partie de leur matière dans l'espace, contribuant à la génération d'étoiles suivante d'un côté, et laissant des trous noirs stellaires comme reliques de l'autre.
De telles étoiles de 1000 masses solaires devaient être plusieurs centaines de millions voire un milliard de fois plus lumineuses que le Soleil, et avoir une température de surface de l'ordre de 100 000 °C voire plus. Les photons émis étaient très énergétiques (principalement dans l'ultraviolet) et ont dû ioniser fortement le gaz ambiant d'hydrogène et d'hélium créé par le Big Bang, faisant entrer l'univers dans l'âge de la réionisation, après 400 millions d'années d'âges sombres.
Le terme population fait référence à la quantité de métaux (ici, tout simplement des éléments plus lourds que l'hydrogène ou l'hélium) détectables dans le spectre d'une étoile. En 1944, les étoiles de notre galaxie furent classées en deux populations stellaires, par Walter Baade, les étoiles de population I riches en métaux, et les étoiles de population II pauvres en métaux.
La catégorie hypothétique, dite étoile de population III, a été ajoutée en 1978 par les astrophysiciens.

## Formation
La formation des étoiles de population III est mal connue ; elle dépend de nombreux paramètres encore incertains comme l'action ou la nature de la matière noire. Cependant, un des scénarios les plus mentionnés est la condensation hiérarchique du matériau produit par le Big Bang, où se forment simultanément les premières structures larges comme des protogalaxies et les proto-étoiles.
Dans ce scénario, des nuages de gaz de masse de Jeans typique de l'ordre de 100 000 masses solaires commencent à se condenser et à s'effondrer gravitationnellement. Cette masse de Jeans correspond à une densité moyenne de {\displaystyle 10^{-20}kg/m^{3}} et une température de 300 K, telle qu'elle existait 10 millions d'années après le Big Bang. Au sein de cette grande masse de gaz en contraction, de densité croissante, des masses plus petites se condensent de manière autonome, et ainsi de suite sur plusieurs niveaux hiérarchiques. Les plus petits niveaux, de densité de l'ordre de {\displaystyle 10^{-14}kg/m^{3}} et de taille de l'ordre de 2 400 U.A., atteignent la densité nécessaire pour déclencher les réactions nécessaires à la formation des proto-étoiles. Les niveaux intermédiaires et supérieurs forment des amas d'étoiles et des protogalaxies.
À cause des inhomogénéités de la composition de l'univers, les étoiles de population III ont pu continuer à se former longtemps après la période de réionisation, et même pendant la période de formation des étoiles de population II.

## Observation
En mai 2023, l'Observatoire européen austral a présenté une observation importante. En utilisant son Très Grand Télescope, celui-ci avait réussi à analyser la composition chimique dans trois nuages très lointains. Ces nuages, issus de l'explosion des étoiles de population III (10 à 15% d'âge actuel), se composeraient du carbone, de l'oxygène et du magnésium, ce qui est différent des supernovæ observées jusqu'ici,.
Par ailleurs, le télescope spatial James Webb a découvert, dans les régions attribuées au début de la formation de l'univers, environ 300 points rouges très lumineux. Ils ont d'abord été considérés comme des galaxies, mais en 2025 Devesh Nandal (université de Virginie) et Abraham Loeb (université de Harvard) ont présenté une hypothèse : il s'agirait des étoiles massives de population III. En effet, les observations de James Webb ne correspondent pas à des caractéristiques de galaxies, mais plutôt à celles des étoiles supermassives. Encore faut-il confirmer cette nouvelle théorie par des études complémentaires.